# Legie Księstwa Warszawskiego
Legie Księstwa Warszawskiego – polskie formacje wojskowe utworzone w latach 1806–1807 na ziemiach zaboru pruskiego, z których na mocy traktatu tylżyckiego z 8 lipca 1807 powstało Księstwo Warszawskie.
Początkowo trzy legie były jednostkami podlegającymi bezpośrednio dowództwu francuskiemu. Dopiero po utworzeniu Komisji Rządzącej, a następnie powołaniu Dyrekcji Wojny, nastąpiło pewne skonsolidowanie oddziałów polskich. Dyrektor Wojny opracował projekt etatów wojska polskiego. Zostały one zatwierdzone przez  Komisję Rządzącą.
W 1809 roku Legie Księstwa Warszawskiego przemianowano na dywizje wojsk Księstwa Warszawskiego.

## Struktura organizacyjna legii
Legie Księstwa Warszawskiego składały się z 4 pułków piechoty, 2 pułków jazdy oraz batalionu artylerii i saperów - razem 13 120 żołnierzy. Legią Poznańską dowodził Jan Henryk Dąbrowski, Legią Kaliską - Józef Zajączek, a Legią Warszawską Józef Poniatowski.
Sztab legii
- jeden generał dywizji - komendant legii
- jeden  major legii w stopniu generała brygady lub   pułkownika
- dwóch generałów brygady
- jeden szef sztabu
- dwóch oficerów inżynierów
- jeden komisarz wojenny
  - jeden  adiunkt
- jeden inspektor rewirów
  - trzech podinspektorów przy radzie gospodarczej legii
- jeden  płatnik

Generałowie dywizji i brygady mieli adiutantów polowych.